# Жук-Старий
Жук-Старий (пол. Żuk Stary) — село в Польщі, у гміні Гарасюки Ніжанського повіту Підкарпатського воєводства.
Населення — 226 осіб (2011).
У 1975-1998 роках село належало до Тарнобжезького воєводства.

## Демографія
Демографічна структура станом на 31 березня 2011 року:
|          | Загалом | Допрацездатний вік | Працездатний вік | Постпрацездатний вік |
| -------- | ------- | ------------------ | ---------------- | -------------------- |
| Чоловіки | 111     | 24                 | 77               | 10                   |
| Жінки    | 115     | 22                 | 66               | 27                   |
| Разом    | 226     | 46                 | 143              | 37                   |